# 37-мм пушка Škoda vz.34 UV
3.7 cm kanon PÚV vz. 34 — противотанковая пушка чехословацкого производства времён Второй мировой войны. Обозначалась как Skoda A3.

## История
Применялась в ходе Второй мировой войны. После оккупации немцами Чехословакии 113 экземпляров были отданы словацкому корпусу, который использовал их на Восточном фронте. Также пушки ставились на танки LT vz.35 и LT vz.34.

## Характеристики  снаряда
- Масса снаряда: 815—850 г.
- Скорость снаряда: 675—690 м/с.
- Пробивные показатели:

** 22 мм на расстоянии 1500 м.
** 26 мм на расстоянии 1000 м.
** 31 мм на расстоянии 500 м.
** 37 мм на расстоянии 100 м под углом 30°.